# Dariga Nazarbayeva
Dariga Nursultanqyzy Nazarbayeva (em cazaque:  Дариға Нұрсұлтанқызы Назарбаева; Temirtau, 7 de maio de 1963) é uma política cazaque e filha do ex-presidente do Cazaquistão, Nursultan Nazarbayev, foi vice-primeira-ministra do país entre 2015 e 2016.

## Biografia
Nasceu em 1963 em Temirtau. Em um dado momento, ela trabalhou como chefe da agência estatal de notícias oficiais, Khabar. Ela criou o partido político ASAR (Todos Juntos), que pouco depois se fundiu com o partido pro-Nazarbayev, Nur-Otan, em julho de 2006.